# 營養學系
營養學系簡稱營養系，主要的目的在培養營養學專業人才，提升營養專業品質。營養學系的專業科目包含了醫院各科病人的營養教學和營養師實習。由營養學系（科）畢業的畢業生，通過國家考試取得營養師執照資格後，可在醫療單位、團膳單位進行臨床營養、團膳營養工作，或進入生物科技相關單位進行相關研究。